# The Miracles
The Miracles (também conhecido com Smokey Robinson & the Miracles 1965 a 1972) é um grupo norte-americano de R&B.

## História
Fundando em Detroit, Michigan, os Miracles foram o primeiro grupo de sucesso produzido por Berry Gordy, dono da Motown Records, e um dos primeiros a assinar com a gravadora surgida no final da década de 1950. O grupo foi liderado por Smokey Robinson, que se tornou um mais bem-sucedidos compositores e produtores da história da música norte-americana.
Durante os seus dezenove anos na ativa, os Miracles emplacaram cerca de 50 de suas gravações nas paradas musicais dos Estados Unidos - entre canções de doo wop, soul, R&B e disco. Foram 26 canções que atingiram a lista Top 10 R&B da Billboard, sendo quatro delas primeiros lugares. Dezesseis canções dos Miracles estiveram no Top 20 Pop, sete chegaram ao Top 10 Pop e duas - "The Tears of a Clown", em 1970, "Love Machine" (Parte 1) - alcançaram o topo da principal lista da Billboard.
Em  2004, a revista Rolling Stone ranqueou Smokey Robinson & the Miracles na #32 em sua lista The Immortals: 100 Greatest Artists of All Time.